# Ralph Broome
Ralph Edward Howard Broome OSD CM (Dalhousie, Índia Britànica, 5 de juliol de 1889 - Poole, Dorset, 25 de gener de 1985) va ser un militar de l'Exèrcit britànic i pilot de bobsleigh britànic, que va competir a començaments del segle xx.
El 1924 va prendre part en els Jocs Olímpics de Chamonix, on guanyà la medalla de plata en la prova de bobs a 4 formant equip amb Thomas Arnold, Alexander Richardson i Rodney Soher. Fou el primer medallista en un Jocs d'Hivern nascut a Àsia.
Abans, Broome havia estat reconegut amb la Creu Militar (1915) i l'Orde del Servei Distingit (1918) pels seus serveis al Regiment de Wiltshire durant la Primera Guerra Mundial. Es retirà el 1935 com a tinent coronel.